# چایا شیروجیرو
چایا شیروجیرو (به ژاپنی: (茶屋四郎次郎 Chaya Shirōjirō)، نام یک سری از بازرگانان ثروتمند و با نفوذ ساکن کیوتو بود که در تجارت مهر قرمز یا شوئین سن تحت مجوز شوگون‌سالاری توکوگاوا شرکت داشتند.